# Beat Sutter
Pour les articles homonymes, voir Sutter.
Beat Sutter est un joueur de football suisse né le 12 décembre 1962 à Gelterkinden.

## Biographie

### En sélection
60 sélections, 13 buts en équipe de Suisse.